# Acianthera glumacea
Acianthera glumacea é uma pequena espécie de orquídea (Orchidaceae) originária do Brasil, antigamente subordinada ao gênero Pleurothallis. Ocorre nos estados do Rio Grande do Sul, Santa Catarina, Paraná, Rio de Janeiro, São Paulo, Espírito Santo, Minas Gerais, Bahia, Alagoas e Pernambuco. É uma espécie cespitosa, epífita ou rupícola e cresce de 10 a 19 centímetros. floresce de julho a janeiro e seus frutos foram registrados de agosto a março. Se sabe que possui de cinco a onze flores, que abrem simultaneamente. Ocorre no bioma da Mata Atlântica. Em 2005, foi citada como em perigo na Lista de Espécies da Flora Ameaçadas do Espírito Santo, no sudeste do Brasil; e em 2014, como pouco preocupante na Lista Vermelha de Ameaça da Flora Brasileira do Centro Nacional de Conservação da Flora (CNCFlora). Também consta na Lista CITES de Plantas (família das Orquídeas [A-E]) - Apêndice II para a Região de Latino América e Caribe (LAC) en vigor desde 22 de junho de 2021.